# Antonio Maria Del Fiore
Antonio Maria Del Fiore (século XV — século XVI) foi um matemático italiano.
Aluno de Scipione del Ferro, com quem aprendeu a fórmula para a resolução da equação cúbica {\displaystyle x^{3}+px+q=0}, que logo começou a ser vangloriar de ser o único capaz de resolver tal equação.
Niccolò Tartaglia, desafiado por Del Fiore para uma disputa matemática, vindo a saber que Del Fiore tinha uma fórmula para resolver tal equação, um pouco antes da competição descobriu de forma independente o método de resolução. O medíocre matemático Del Fiore foi completamente vencido por Tartaglia, que resolveu os problemas propostos por Del Fiore em curto espaço de tempo, enquanto Del Fiore não foi capaz de resolver nenhum dos problemas propostos por Tartaglia.
Isto assinalou a vitória do gago matemático e a derrota de Del Fiore, que foi praticamente esquecido faz muito tempo.